# 33. Międzynarodowy Festiwal Filmowy w Berlinie
33. Międzynarodowy Festiwal Filmowy w Berlinie odbył się w dniach 18 lutego-1 marca 1983 roku. Imprezę otworzył pokaz amerykańskiej komedii Tootsie w reżyserii Sydneya Pollacka. W konkursie głównym zaprezentowano 23 filmy pochodzące z 18 różnych krajów.
Jury pod przewodnictwem francuskiej aktorki Jeanne Moreau przyznało nagrodę główną festiwalu, Złotego Niedźwiedzia, ex aequo brytyjskiemu filmowi Przewaga w reżyserii Edwarda Bennetta oraz hiszpańskiemu filmowi Ul w reżyserii Mario Camusa. Drugą nagrodę w konkursie głównym, Srebrnego Niedźwiedzia – Nagrodę Specjalną Jury, przyznano tureckiemu filmowi Sezon w Hakkari w reżyserii Erdena Kırala.

## Przebieg festiwalu
Przez ostatnie lata festiwal przyciągał coraz większe rzesze widzów i profesjonalistów z branży filmowej. W tegorocznej edycji rozdano ponad 4,5 tys. akredytacji dziennikarskich. 110 tys. widzów wzięło udział w pokazach filmowych w sekcjach Konkurs, Info-Schau, Kinderfilmfest i Retrospektywa oraz dodatkowo 63 tys. widzów miała sekcja Forum, dla której był to rekordowy wynik. Ogółem tegoroczny program festiwalu objął 394 filmy z 43 krajów świata.
Największe postępy pod względem ilości i jakości prezentowanych filmów osiągnęła sekcja Info-Schau, w ramach której pokazano takie filmy, jak Bezwartościowi Mikiego Kaurismäkiego, Przez całą noc Chantal Akerman, Diva Jean-Jacques’a Beineix czy Oyeomdoen jashikdeul Im Kwon-taeka. Wprowadzając cykle tematyczne w stylu Tydzień francuski lub Nowe kino brazylijskie, sekcja Info-Schau coraz częściej postrzegana była jako konkurencja dla sekcji Forum. W tej ostatniej zaprezentowano z kolei w tym roku m.in. Kontrakt rysownika Petera Greenawaya i Ashes and Embers Haile Gerimy.
W ramach festiwalu odbyła się retrospektywa pt. Exile: Six Actors from Germany, prezentująca sylwetki sześciu niemieckich aktorów, których kariery mogły potoczyć się inaczej, gdyby nie dojście Hitlera do władzy dokładnie przed 50 laty.

## Członkowie jury

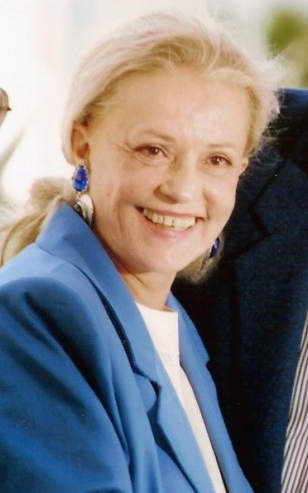
Przewodnicząca jury konkursu głównego Jeanne Moreau.

### Konkurs główny
- Jeanne Moreau, francuska aktorka – przewodnicząca jury[4]
- Alex Bänninger, szwajcarski publicysta
- Franco Brusati, włoski reżyser
- Elem Klimow, radziecki reżyser
- Ursula Ludwig, niemiecka aktorka
- Kurt Maetzig, niemiecki reżyser
- Joseph L. Mankiewicz, amerykański reżyser
- Franz Seitz Jr., niemiecki scenarzysta i producent filmowy
- Huang Zongjiang, chiński scenarzysta

## Selekcja oficjalna

### Konkurs główny
Następujące filmy zostały wyselekcjonowane do udziału w konkursie głównym o Złotego Niedźwiedzia i Srebrne Niedźwiedzie:
| Tytuł polski                 | Tytuł oryginalny                                                    | Reżyseria                       | Kraj produkcji    |
| ---------------------------- | ------------------------------------------------------------------- | ------------------------------- | ----------------- |
| Przewaga                     | Ascendancy                                                          | Edward Bennett                  | Wielka Brytania   |
| Piękna niewolnica            | La belle captive                                                    | Alain Robbe-Grillet             | Francja           |
| Cap Canaille                 | Cap Canaille                                                        | Juliet Berto i Jean-Henri Roger | Francja           |
| Ul                           | La colmena                                                          | Mario Camus                     | Hiszpania         |
| W białym mieście             | Dans la ville blanche                                               | Alain Tanner                    | Szwajcaria        |
| Kraina obfitości             | Der er et yndigt land                                               | Morten Arnfred                  | Dania             |
| To okrutne życie             | Dies rigorose Leben                                                 | Vadim Glowna                    | RFN               |
| Sęp                          | Dögkeselyű                                                          | Ferenc András                   | Węgry             |
| Misja                        | فرستاده Ferestadeh                                                  | Parviz Sayyad                   | Iran              |
| Sezon w Hakkari              | Hakkâri’de Bir Mevsim                                               | Erden Kıral                     | Turcja            |
| Hécate                       | Hécate                                                              | Daniel Schmid                   | Szwajcaria        |
| Czyste szaleństwo            | Heller Wahn                                                         | Margarethe von Trotta           | RFN               |
| Himala                       | Himala                                                              | Ishmael Bernal                  | Filipiny          |
| Obcy znajomi                 | 陌生的朋友 Mo sheng de peng you                                     | Xu Lei                          | Chiny             |
| Zaćmienie częściowe          | Neúplné zatmení                                                     | Jaromil Jireš                   | Czechosłowacja    |
| Paulina na plaży             | Pauline à la plage                                                  | Éric Rohmer                     | Francja           |
| Naprzód, Brazylio!           | Pra Frente, Brasil                                                  | Roberto Farias                  | Brazylia          |
| Der stille Ozean             | Der stille Ozean                                                    | Xaver Schwarzenberger           | Austria           |
| Sezon mistrzów               | That Championship Season                                            | Jason Miller                    | Stany Zjednoczone |
| Utopia                       | Utopia                                                              | Sohrab Shahid-Saless            | RFN               |
| Via degli specchi            | Via degli specchi                                                   | Giovanna Gagliardo              | Włochy            |
| Zakochany na własne życzenie | Влюблён по собственному желанию Wliubljon po sobstwiennomu żełaniju | Siergiej Mikaelan               | ZSRR              |
| Yaju-deka                    | 野獣刑事 Yaju-deka                                                  | Eiichi Kudo                     | Japonia           |

### Pokazy pozakonkursowe
Następujące filmy zostały wyświetlone na festiwalu w ramach pokazów pozakonkursowych:
| Tytuł polski           | Tytuł oryginalny       | Reżyseria                                                         | Kraj produkcji    |
| ---------------------- | ---------------------- | ----------------------------------------------------------------- | ----------------- |
| Echtzeit               | Echtzeit               | Hellmuth Costard i Jürgen Ebert                                   | RFN               |
| Duch                   | Das Gespenst           | Herbert Achternbusch                                              | RFN               |
| In the King of Prussia | In the King of Prussia | Emile de Antonio                                                  | Stany Zjednoczone |
| Wróg klasowy           | Klassen Feind          | Peter Stein                                                       | RFN               |
| Koyaanisqatsi          | Koyaanisqatsi          | Godfrey Reggio                                                    | Stany Zjednoczone |
| Wojna i pokój          | Krieg und Frieden      | Stefan Aust, Axel Engstfeld, Alexander Kluge i Volker Schlöndorff | RFN               |
| Bez słońca             | Sans soleil            | Chris Marker                                                      | Francja           |
| Tootsie                | Tootsie                | Sydney Pollack                                                    | Stany Zjednoczone |
| De vlaschaard          | De vlaschaard          | Jan Gruyaert                                                      | Belgia            |

## Laureaci nagród

### Konkurs główny
Złoty Niedźwiedź
- Przewaga, reż. Edward Bennett
- Ul, reż. Mario Camus

Srebrny Niedźwiedź – Nagroda Specjalna Jury
- Sezon w Hakkari, reż. Erden Kıral

Srebrny Niedźwiedź dla najlepszego reżysera
- Éric Rohmer – Paulina na plaży

Srebrny Niedźwiedź dla najlepszej aktorki
- Jewgienija Głuszenko – Zakochany na własne życzenie

Srebrny Niedźwiedź dla najlepszego aktora
- Bruce Dern – Sezon mistrzów

Srebrny Niedźwiedź za wybitne osiągnięcie artystyczne
- Xaver Schwarzenberger – Der stille Ozean

Wyróżnienie honorowe
- Kraina obfitości, reż. Morten Arnfred
- Obcy znajomi, reż. Xu Lei
- To okrutne życie, reż. Vadim Glowna

### Konkurs filmów krótkometrażowych
Złoty Niedźwiedź dla najlepszego filmu krótkometrażowego
- Wymiar dialogu, reż. Jan Švankmajer

### Pozostałe nagrody
Nagroda FIPRESCI
- Paulina na plaży, reż. Éric Rohmer
- Sezon w Hakkari, reż. Erden Kıral

## Polonica
Po interwencji polskich władz wycofano z programu festiwalu kontrowersyjny film Franka Beyera Pobyt, reprezentujący kinematografię NRD i nakręcony na podstawie powieści Hermanna Kanta. Polacy oskarżali ten obraz o podgrzewanie antypolskich resentymentów, gdyż ukazywał postać młodego niemieckiego żołnierza niesłusznie oskarżonego o zbrodnie wojenne i osadzonego po wojnie w polskim więzieniu. Tymczasem Michael Schwarze we „Frankfurter Allgemeine Zeitung” określił zakulisową interwencję ze strony Warszawy jako „histeryczną”, decyzję NRD o wycofaniu tytułu bez jakiegokolwiek wyjaśnienia jako „służalczą”, a film nazwał godnym nawet samego Złotego Niedźwiedzia. W filmie Beyera zagrało wielu polskich aktorów, m.in. Krzysztof Chamiec, Gustaw Lutkiewicz czy Roman Wilhelmi.